# Кесс (округ, Північна Дакота)
Шаблон:StateAbbr_ 46°56′ пн. ш. 97°15′ зх. д. / 46.93° пн. ш. 97.25° зх. д.
Округ Кесс (англ. Cass County) — округ (графство) у штаті Північна Дакота, США. Ідентифікатор округу 38017. Найбільший за населенням округ Північної Дакоти, оскільки саме тут розташоване Фарґо — найбільше місто штату.

## Історія
Округ утворений 1873 року.

## Демографія
За даними перепису
2000 року
загальне населення округу становило 123138 осіб, зокрема міського населення було 106577, а сільського — 16561.
Серед мешканців округу чоловіків було 61676, а жінок — 61462. В окрузі було 51315 домогосподарств, 29825 родин, які мешкали в 53790 будинках.
Середній розмір родини становив 2,98.
Віковий розподіл населення поданий у таблиці:
| Стать    | До 15 років | 15-21 | 22-29 | 30-39 | 40-49 | 50-65 | 65-85 | Понад 85 |
| -------- | ----------- | ----- | ----- | ----- | ----- | ----- | ----- | -------- |
| Чоловіки | 12193       | 7993  | 10178 | 9554  | 9255  | 7647  | 4363  | 493      |
| Жінки    | 11802       | 7865  | 9016  | 8888  | 9330  | 7516  | 5809  | 1236     |

## Суміжні округи
- Трейлл — північ
- Норман, Міннесота — північний схід
- Клей, Міннесота — схід
- Ричленд — південний схід
- Ренсом — південний захід
- Барнс — захід
- Стіл — північний захід

## Виноски
1. ↑  US Decennial Census. US Census Bureau. Архів оригіналу за 12 квітня 2013. Процитовано 28 січня 2015.
2. ↑  Historical Census Browser. University of Virginia Library. Архів оригіналу за 11 Серпня 2012. Процитовано 28 січня 2015.
3. ↑  Forstall, Richard L., ред. (27 березня 1995). Population of Counties by Decennial Census: 1900 to 1990. US Census Bureau. Архів оригіналу за 5 Березня 2015. Процитовано 28 січня 2015.
4. ↑  Census 2000 PHC-T-4. Ranking Tables for Counties: 1990 and 2000 (PDF). US Census Bureau. 2 квітня 2001. Архів оригіналу (PDF) за 18 Грудня 2014. Процитовано 28 січня 2015.
5. ↑  State & County QuickFacts. Бюро перепису населення США. Архів оригіналу за 17 Березня 2020. Процитовано 18 квітня 2019.(англ.) Наведено за англійською вікіпедією.
6. ↑  American FactFinder. Бюро перепису населення США. Архів оригіналу за 29 липня 2011. Процитовано 31 січня 2008.

| США | Це незавершена стаття з географії США. Ви можете допомогти проєкту, виправивши або дописавши її. |